# Alpha, the Right to Kill
Pour plus de détails, voir Fiche technique et Distribution.
Alpha, the Right to Kill est un film philippin réalisé par Brillante Mendoza, sorti en 2018.

## Fiche technique
- Titre français : Alpha, the Right to Kill
- Réalisation : Brillante Mendoza
- Scénario : Troy Espiritu
- Photographie : Joshua Reyles
- Montage : Diego Marx Dobles
- Musique : Diwa de Leon
- Pays d'origine : Philippines
- Format : Couleurs - 35 mm
- Genre : drame, thriller
- Durée : 94 minutes
- Dates de sortie :
  -  Espagne : 21 septembre 2018 (Festival international du film de Saint-Sébastien 2018)
  -  Philippines : 16 janvier 2019
  -  France : 17 avril 2019

## Distribution
- Allen Dizon : Moises Espino
- Elijah Filamor : Elijah
- Angela Cortez : Rhea
- Baron Geisler : Norman Abel Bautista

## Distinctions

### Récompenses
- Festival international du film de Saint-Sébastien 2018 : Prix spécial du jury[1].
- Festival international du film policier de Beaune 2019 : Prix du Jury[2].

### Sélection
- Festival international des cinémas d'Asie de Vesoul 2019 : avant-première.